# Myrmecaelurus fidelis
Myrmecaelurus fidelis is een insect uit de familie van de mierenleeuwen (Myrmeleontidae), die tot de orde netvleugeligen (Neuroptera) behoort. 
Myrmecaelurus fidelis is voor het eerst wetenschappelijk beschreven door Hölzel in 1968.